# 成長駭客
成長黑客（英語：Growth hacker），又譯成長駭客、增長黑客、營運成長黑客、流量成長黑客，使用Growth hacking技巧，來進行市場行銷。常在新創公司使用，使用創新思維、批判性思考與統計手法，達成增加公司產品銷售，以增加顧客的目標。

## 歷史
「成長黑客」這個名詞首次出現在2010年矽谷的初創企業中，包括LinkedIn、Twitter、Dropbox、Snapchat、Evernote、Instagram、Uber、Airbnb、YouTube與facebook等公司，在公司內部組成團隊，以增進其網站流量及公司營收。
有別於傳統市場行銷學，他們幾乎不做廣告、初期沒有媒體加持，是打造能自動運作、成長的行銷方案，快速接觸數百萬用戶。另外還有個顯著的差別，那就是成長黑客注重數據思維，大部分的決策都是以數據為依據。可以說成長黑客最重要的一個能力，就是要具備非常強的數據導向思維和分析能力，因應數據調整策略方向。
成長黑客具備結合網路能力、設計思維、與了解消費者心理，不像傳統行銷追求最多人看見的廣告、華而不實的活動，他們不在乎沒資源，不怕從不起眼的小處著手，而是持續從客戶回應中加入行銷概念，參與產品設計與優化，他們發揮創意、跳脫框架思考，謹慎運用相對有限的資源，鎖定「追求成長為最高目標」，透過不斷測試，找到網路用戶的引爆點或網路爆紅事物。

## 與傳統市場營銷學的分別
「成長黑客」專注於低成本的創新行銷手法來替代傳統的行銷手法，如使用意見領袖、社群媒體與病毒行銷來取代購買電視或報紙廣告，對於初創公司來說尤其普遍，當時的目標是在早期發布階段快速增長。增長黑客可能側重於降低每個客戶收購的成本，但增長黑客是長期可持續發展的焦點，因為Mason Pelt在2015年的SiliconANGLE.com文章中指出：“任何營銷的目標應該是長期的可持續增長，而不是只是一個短期的收益增長黑客是關於優化和潛在客戶的一代，想像你的業務是一個桶，你的潛在客戶是水，你不想把水倒在一個漏水桶裡，這是浪費錢為什麼一個真正的成長黑客會關心客戶保留。"
那些專注於成長黑客的人使用各種營銷和產品迭代 - 快速測試說服力的複制，電子郵件營銷，SEO和病毒策略等，目的是提高轉化率，實現用戶群體的快速增長。它也可以包括在線社區管理和社交媒體宣傳或高度個性化的新聞媒體服務，以提高性能指標，如推動客戶獲取和銷售產品。有些人認為增長會侵蝕網絡營銷生態系統的一部分，因為在許多情況下，黑客們都會使用搜索引擎優化，網站分析，登錄頁, 簡化網頁流程, 內容營銷和A/B測試等技術，所以無論是社群、商業模式、產品運營與設計都可以看見成長黑客的身影。
產品開發也受到黑客成長的觀念的深刻影響。而不是長時間的開發週期，隨後用戶測試。增長黑客利用線框和草圖開始用戶測試;驗證每個階段的想法。產品開發角色中的成長黑客將開始在咖啡店進行用戶測試，而不是企業可用性實驗室。

## 另見
- 社群媒體
- 病毒营销
- 精准营销
- 意見領袖